# Світеніа Пуспа Лестарі
Світеніа Пуспа Лестарі (нар. 23 грудня 1994 року) — індонезійська підводна дайверка, інженер-еколог та активістка з охорони навколишнього середовища.

## Життя
Лестарі родом з острова Прамука в Яванському морі. Захоплюючись з дитинства дайвером, вона в технологічному інституті Бандунга, який закінчила в 2017 році, вивчала інженерію навколишнього середовища. Вона є виконавчим директором і співзасновницею Divers Clean Action (DCA) в Джакарті і очолює команду дайверів-добровольців, які прибирають сміття, особливо пластикові відходи з рифів. Те, що знаходять, вони выддають на переробку. Починала у 2015 році Світеніа з трьох осіб, а згодом DCA зросла до 12 членів команди та майже 1500 волонтерів по всій Індонезії. Лестарі розповідала, що занурення для збору відходів може бути небезпечним через високі течії. Проте, швидке зростання туризму з 2007 року призвело до того, що в колишні незаймані моря навколо багатьох островів Індонезії скидається набагато більше сміття.
У 2017 році Лестарі заснувала Індонезійський молодіжний саміт морського сміття (IYMDS). Того ж року на Конференції ООН зі зміни клімату 2017 року в Бонні, Німеччина вона представляла Індонезію. Вона також допомогла розпочати кампанію в Індонезії  проти пластикової соломинки та переконала 700 ресторанів зменшити використання одноразових соломин.
У 2019 році Лестарі увійшла до списку 100 жінок, які надихають і впливають за версією BBC. Пізніше того ж року її запросили на «Форум лідерів Фонду Обами» Барака та Мішель Обами, який проходив у грудні у Куала-Лумпурі, Малайзія. Згодом вона була включена до Forbes «30 Under 30 – Asia – Social Entrepreneurs 2020».

## Зовнішні посилання
- Світеніа Пуспа Лестарі у соцмережі «Facebook»